# Síndrome de l'iris flàccid intraoperatori
La síndrome de l'iris flàccid intraoperatori (IFIS, de l'anglès Intraoperative floppy iris syndrome) és un seguit d'alteracions de l'iris que es presenten només durant l'operació de cataractes en certs pacients (que habitualment prenen o han pres tamsulosina), i que dificulten aquesta intervenció (amb possibilitat de complicacions).

## Etiologia
La IFIS s'associa principalment amb la presa d'blocadors d'adrenoreceptors alfa uroselectius que actuen relaxant la vesícula i el múscul llis prostàtic. Aquests fàrmacs són prescrits àmpliament per als símptomes urinaris associats amb la hiperplàsia benigna de pròstata; el que s'ha vist més implicat en la IFIS és la tamsulosina. A més relaxen el múscul dilatador de l'iris a través de les seves fibres nervioses postsinápticas, es produeix una atròfia del múscul.
Ocasionalment altres blocadors alfa uroselectius s'hi han implicat: alfuzosina, i bunazosina (Japó); o no selectius: doxazosina.
Poden complicar la IFIS altres causes de pupil·la petita, però NO en són la causa, les malalties:
- Oculars: sinèquies (adherències), la pseudoexfoliació.
- Sistèmiques: diabetis i hipertensió arterial.

## Clínica
Aquesta síndrome es caracteritza per:
- Falta de midriasi (dilatació de la pupil·la) preoperatòria
- Iris flàccid que ondula amb la irrigació intraocular, amb una propensió per a aquest iris bla al prolapse (sortida parcial) cap a les incisions que es realitzen.
- Disminució pupil·lar progressiva.

No s'associa la severitat de la síndrome a la durada del tractament amb tamsulosina.
La IFIS dificulta la intervenció, podent ser causa de complicacions quirúrgiques: 
- Traumatisme en l'iris: aspiració de l'iris pel faco (instrument d'extracció de la cataracta) o la punta d'irrigació-aspiració, iridodiàlisi (estrip de l'iris); amb hipema (vessament hemàtic en la cambra anterior).
- Ruptura de la càpsula posterior (separa el cristal·lí del vitri).
- Diàlisi (ruptura) de la zònula (les fibres que sostenen al cristal·lí i la seva càpsula).
- Pèrdua del vitri.

## Tractament
La supressió del medicament no té efecte.
Hi ha diversos tractaments, per evitar la clínica i les complicacions:
- Preoperatoriament: 
  - Atropina (midriàtic) tòpica (en gotes).

- Durant la intervenció:
  - Injecció de midriàtics intracamerals (a la cambra anterior de l'ull).
  - Viscoelàstics intracamerals (com unes gelatines que eviten el "traumatisme" de la irrigació-aspiració).
  - Dispositius d'expansió (dilatació) mecànica de la pupil·la (ganxos i anells).